# Pure Comedy
Albums de Father John Misty
I Love You, Honeybear
(2015) TBA
(2018)
Singles
1. Pure Comedy
Sortie : 23 janvier 2017
2. Two Wildly Different Perspectives
Sortie : 30 janvier 2017
3. Ballad of the Dying Man
Sortie : 1er février 2017
4. Total Entertainment Forever
Sortie : 4 mars 2017

Pure Comedy est le troisième album studio du musicien et chanteur américain Father John Misty, sorti le 7 avril 2017.

## Liste des titres
Tous les morceaux ont été écrits et composés par Josh Tillman.
1. Pure Comedy – 6 min 23 s
2. Total Entertainment Forever – 2 min 53 s
3. Things That Would Have Been Helpful to Know Before the Revolution – 4 min 18 s
4. Ballad of the Dying Man – 4 min 50 s
5. Birdie – 5 min 19 s
6. Leaving LA – 13 min 11 s
7. A Bigger Paper Bag – 4 min 41 s
8. When the God of Love Returns There'll Be Hell to Pay — 4 min 04 s
9. Smoochie – 3 min 45 s
10. Two Wildly Different Perspectives – 3 min 12 s
11. The Memo – 5 min 16 s
12. So I'm Growing Old on Magic Mountain – 9 min 58 s
13. In Twenty Years or So – 6 min 27 s